# 巴斯德站
巴斯德站（法語：Pasteur）是巴黎地鐵的一個車站，位於巴黎15區。巴斯德站是巴黎地鐵6號線和巴黎地鐵12號線的車站，兩條路線的月台均位於地下。巴斯德研究所位於巴斯德站的附近。

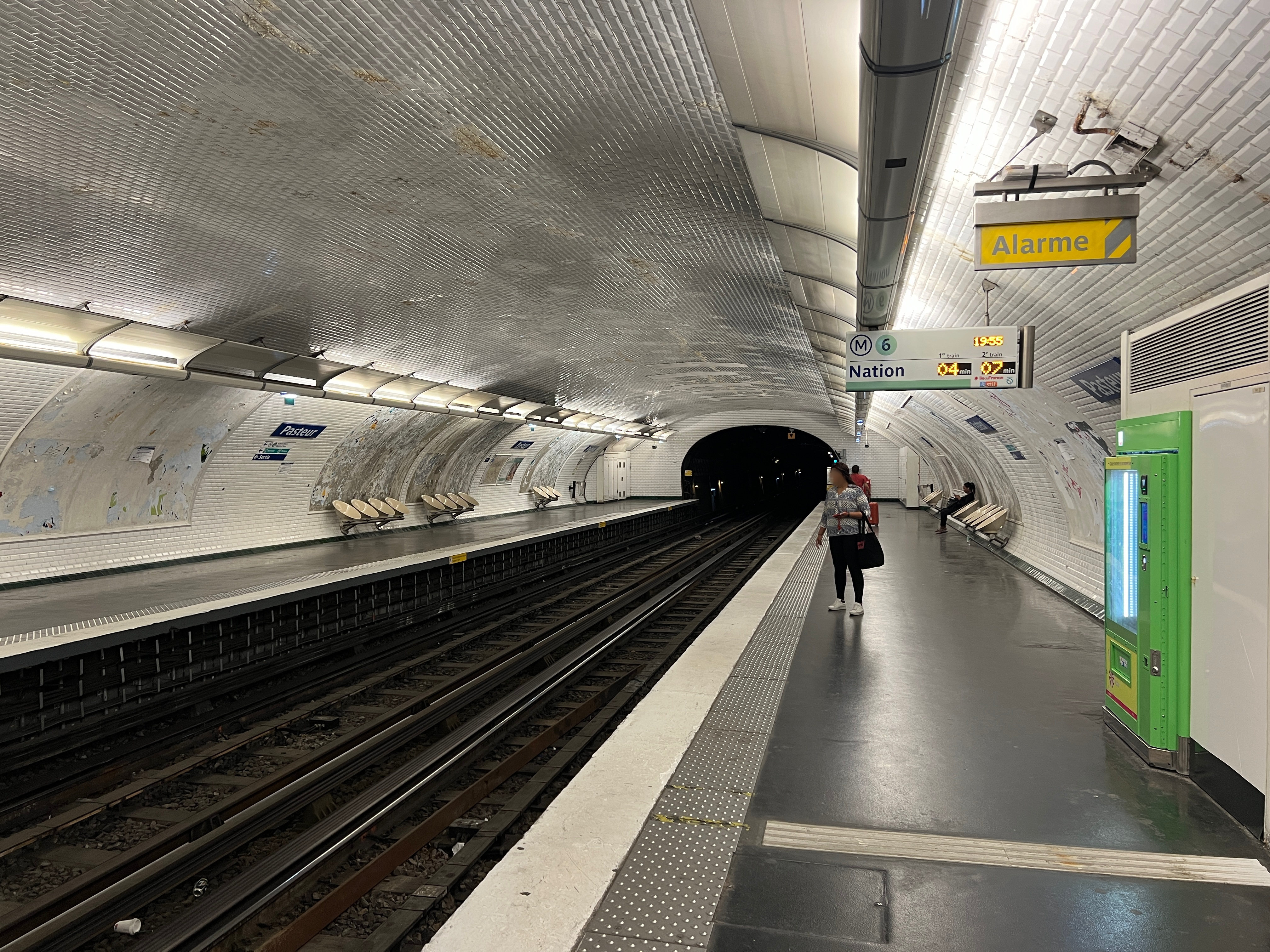
6號線月台 (2022年7月)

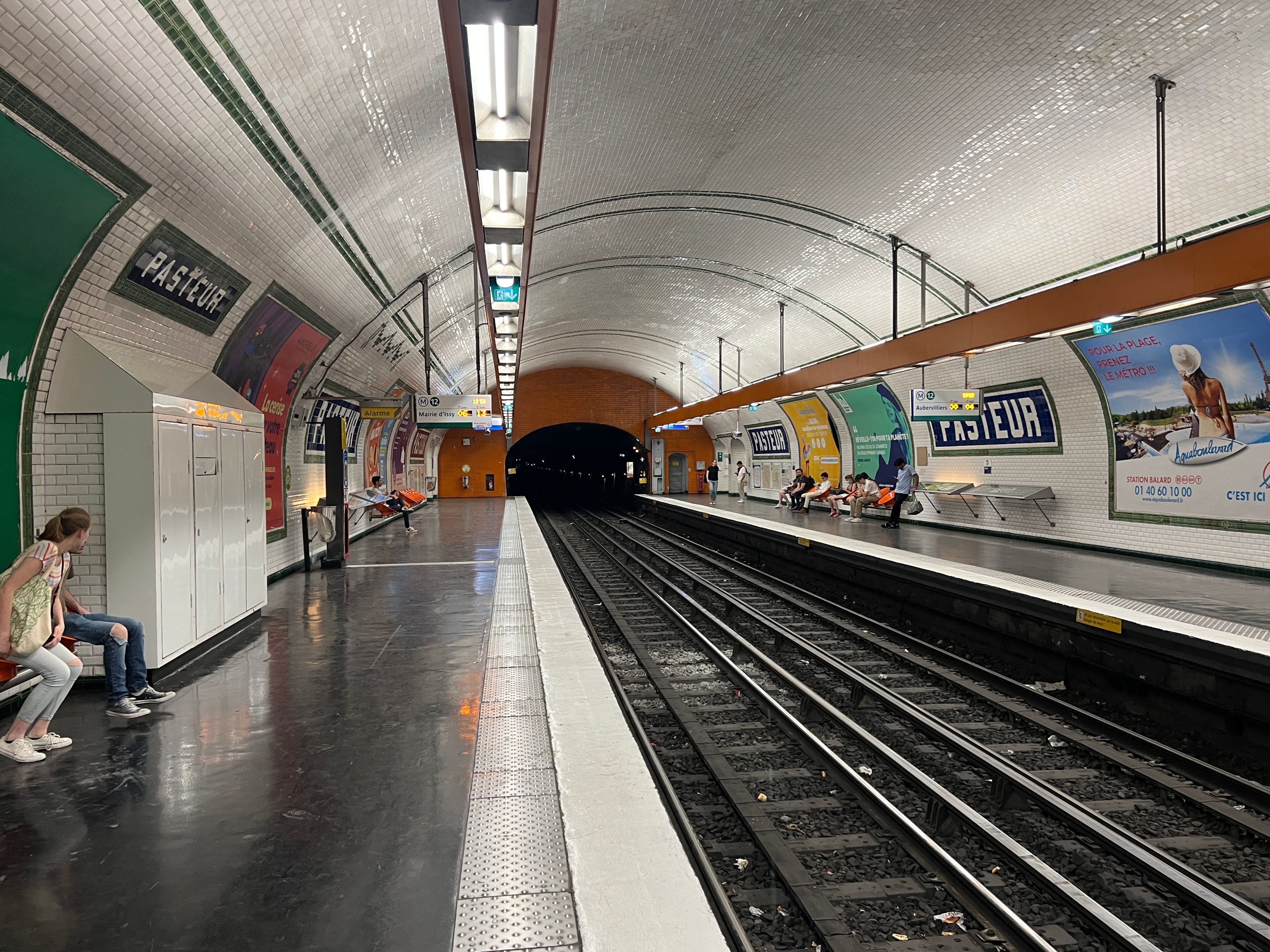
12號線月台 (2022年7月)

## 車站結構
| 街道層       |                    |                                     |
| B1           | 月台連接夾層       |                                     |
| 6號線月台層  | 側式月台，右側開門 | 側式月台，右側開門                  |
| 6號線月台層  | 往夏爾·戴高樂-星形 | 往夏爾·戴高樂-星形（塞夫爾-勒古布） |
| 6號線月台層  | 往民族             | 往民族（蒙帕纳斯-比安弗尼）         |
| 6號線月台層  | 側式月台，右側開門 |                                     |
| 12號線月台層 | 側式月台，右側開門 | 側式月台，右側開門                  |
| 12號線月台層 | 往伊西市政厅       | 往伊西市政府（志願者）              |
| 12號線月台層 | 往人民陣線         | 往欧贝维利耶市政厅（法尔吉埃）      |
| 12號線月台層 | 側式月台，右側開門 |                                     |